# TrueType
TrueType is een standaard voor lettertypen, die eind jaren tachtig werd ontwikkeld door Apple en Microsoft. Het is altijd de concurrent geweest van Adobes Postscript Type 1 en werd geschreven door Sampo Kaasila.
Oude systemen kenden vaak geen goed schaalbare outline-fonts maar alleen bitmap-fonts en beperkt schaalbare vector-fonts. De introductie van de TrueType-lettertypen heeft mede de doorbraak van Microsoft Windows tot gevolg gehad. TrueType-lettertypen worden beschreven met splines (aaneenschakeling van stukjes polynomen) die vervolgens ingevuld worden. De TrueType-standaard werd opgevolgd door OpenType, een lettertypestandaard ontwikkeld door Microsoft en Adobe. OpenType biedt meer mogelijkheden dan TrueType. Desondanks wordt TrueType nog veel gebruikt.
TrueType-lettertypen hebben normaliter de bestandsextensie ttf.
Bij TrueType-lettertypen kan in een tekstverwerker alleen gekozen worden tussen "normaal", "cursief", "vetgedrukt". Het is niet mogelijk om het "gewicht" in te stellen (hoe dik of hoe dun de letters zijn), ook is de breedte tussen de letters of de breedte van de spatie niet aan te passen.